# George Papadopoulos (conseiller)
George Demetrios Papadopoulos, né le 19 aout 1987 à Chicago, est un auteur et ancien conseiller en politique étrangère de la campagne présidentielle de Donald Trump en 2016.

## Accusations de liens avec la Russie
Le 5 octobre 2017, Papadopoulos plaide coupable d'avoir fait de fausses déclarations aux agents du FBI sur le moment et l'importance possible de ses contacts en 2016 concernant les relations américano-russes et la campagne présidentielle de Donald Trump. Il a purgé douze jours dans une prison fédérale, puis a été mis en liberté surveillée de 12 mois. 
En décembre 2020, il bénéficie d'une grâce totale de la part de Donald Trump.

## Publication
En mars 2019, il publie un livre, Deep State Target, dans lequel il dit avoir été victime d'un complot visant à faire tomber Donald Trump.

## Candidatures politiques
En mars 2020, il se présente pour remplacer la représentante Katie Hill, démissionnaire dans le 25e district du Congrès de Californie, mais perd avec 2,3% des voix.